# José Muñoz Pérez
José Muñoz Pérez (Huelva, 7 de abril de 1869-Madrid, 7 de septiembre de 1921) fue un político y periodista español. Llegó a desempeñar puestos directivos en el club de fútbol Recreativo de Huelva.

## Biografía
Nació en Huelva el 7 de abril de 1869, hijo de Francisco Muñoz Morales y de Josefa Pérez Ortiz. Su padre fue el fundador de la Imprenta Muñoz, así como editor del periódico onubense La Provincia. En su juventud, José Muñoz pasó varios años estudiando en Inglaterra, por lo que dominaba el inglés. A su regreso a Huelva continuó la profesión de su padre y trabajó como periodista. Muñoz Pérez fundó la Papelería Inglesa, uno de los establecimientos más emblemáticos de Huelva en el siglo XX, que distribuía La Provincia y editaba todo tipo de publicaciones, folletos, carteles y postales.
Muñoz fue concejal del Ayuntamiento de Huelva entre 1889 y 1909, y llegó a desempeñar el cargo de alcalde en 1916. También fue presidente del Círculo Mercantil y Agrícola entre 1918 y 1919.
Falleció en Madrid el 7 de septiembre de 1921, a la edad de 52 años.

## Recreativo de Huelva
En 1889 fue uno de los fundadores de lo que posteriormente sería el Recreativo de Huelva, siendo el único directivo español en la reunión fundacional del club de fútbol el 18 de diciembre, y también fue ratificado como miembro de la junta directiva en la reunión posterior el 23 de diciembre de 1889. Su conocimiento del idioma inglés, su afición por los deportes británicos y su posición dentro de la prensa local lo convirtieron en el candidato ideal para servir de enlace con las instituciones y la sociedad onubense. Según algunas fuentes, incluso habría jugado algunos partidos de fútbol. En 1903, tras muchos años como secretario, pasó a ser vicepresidente del Recreativo. Mantuvo esta posición hasta 1906.

## Vida personal
En 1895 contrajo matrimonio con María Luisa de Vargas Soto, hermana del ingeniero Pedro Nolasco de Soto. La pareja tuvo seis hijos: Josefa, María Luisa, Rosario, José, Federico y Francisco. Su segunda hija, María Luisa, conocida por familiares y amigos como «Luchy», fue una figura muy destacada en la vida cultural de Huelva en ese momento, siendo pionera como escritora, editora de periódico y poeta. Su hijo mayor, José, ingeniero industrial de profesión, fue consejero del Recreativo, presidente de la diputación provincial de Huelva y procurador en las Cortes franquistas.